# Ezio Riva
Ezio Riva (Udine, 4 giugno 1957) è un ex cestista italiano.

## Carriera
Ha giocato in Serie A1 e Serie A2 dal 1975 al 1995. Ha esordito diciottenne ad Udine in A1 dove è rimasto due stagioni. Successivamente giocato 3 stagioni con la Pallacanestro Treviso, poi una con il Basket Mestre, una con il Simac Milano, 4 con la Stefanel Trieste, e due con la Sharp Montecatini. Nel 1994-95 torna a giocare l'ultima stagione in A nuovamente ad Udine.
Nella sua carriera ha disputato 8 stagioni in Serie A1 (due a Udine, una a Treviso, una a Mestre, una a Milano, due a Trieste ed una a Montecatini) e 5 in A2.